# NGC 5641
NGC 5641 في الفهرس العام الجديد، هي مجرة، تقع في كوكبة العواء. اكتشفت في 4 يونيو 1880 بواسطة إدوارد ستيفان.

## روابط خارجية
- NGC 5641 على موقع ويكي سكاي: DSS2, SDSS, GALEX, IRAS, Hydrogen α, X-Ray, Astrophoto, Sky Map, Articles and images